# Ромкор
«Ромкор» — российская мясопромышленная компания с присутствием в Челябинской, Тюменской и Московской областях.
Ромкор» начинался с маленького колбасного цеха «Люкс» в городе Еманжелинск функционировавшего с 1995, мощность первого цеха — 1 т продукции в сутки, зарегистрирован в 2004.
Генеральный директор МПК «Ромкор» Шаронов Олег Александрович.

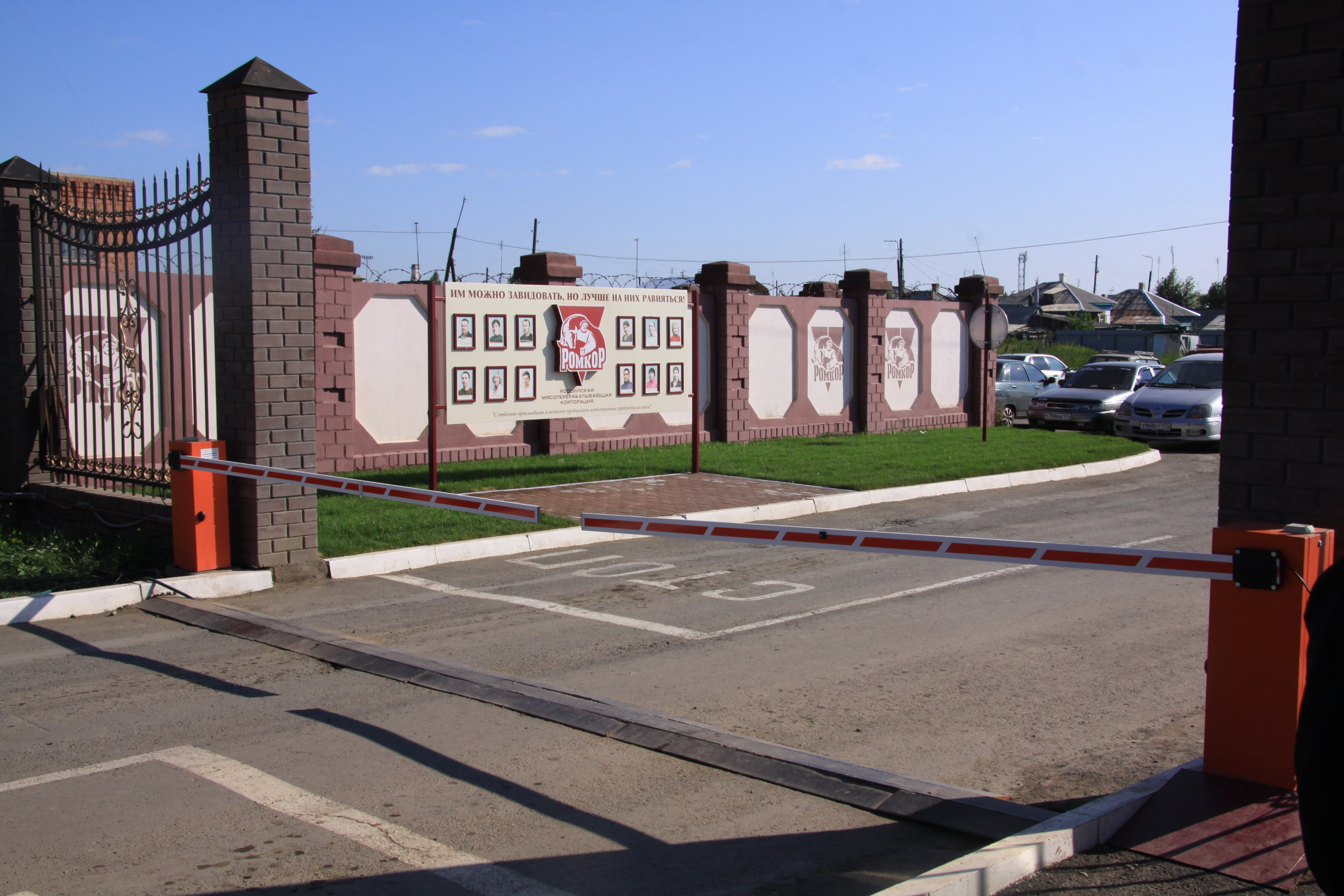
Проходная мясокомбината в Еманжелинске

По состоянию на 2014 год суммарная мощность комбинатов — 240 тонн мясопродукции в сутки, основная производственная площадка — в Еманжелинске, завод в Коркино пущен в 2013 году, его выпуск по состоянию на 2014 год составляет 10 тонн в сутки. Продукция мясокомбинатов — колбасные изделия, замороженные и охлаждённые мясные полуфабрикаты. Продукция компании реализуется на территориях Челябинской, Свердловской, Тюменской, Курганской областей, в Пермском крае и Башкирии московской
Свинокомплекс в Троицком районе пущен в 2015 году, инвестиции составили 1,5 млрд руб., в первый год произведено 672 тонны мяса, проектная мощность комплекса — до 65 тыс. голов в год.

## Скандалы
- На Южном Урале Мясоперерабатывающую Корпорацию «Ромкор» Накажут За нарушения[5].
- Компании «Ромкор» запретили использовать отходы от свиноводства в качестве удобрений[6].
- Обвинения в загрязнение рек Уй и Санарка 2021[7][8].